# فرانز شميت
فرانز شميت (بالألمانية: Franz Schmitt)‏ هو مصارع هاوي ألماني، ولد في 5 سبتمبر 1937 في أشافنبورغ في ألمانيا.

## وصلات خارجية
- فرانز شميت على موقع قاعدة بيانات المصارعة الدولية (الإنجليزية)
- فرانز شميت على موقع أوليمبيديا (الإنجليزية)